# Radio Praha
ČRo 7 - Radio Praha – całodobowa publiczna czeska stacja radiowa, należąca do nadawcy Český rozhlas, nadająca program dla zagranicy.
Regularną emisję rozpoczęła 31 sierpnia 1936 roku.